# ببر کاغذی (فیلم)
ببر کاغذی (انگلیسی: Paper Tiger) یک فیلم به کارگردانی کن آناکین است که در سال ۱۹۷۵ منتشر شد. از بازیگران آن می‌توان به دیوید نیون، هاردی کروگر، جف کوری، و میکو تاکا اشاره کرد.